# Liriomyza subinsignis
Liriomyza subinsignis är en tvåvingeart som beskrevs av Spencer 1982. Liriomyza subinsignis ingår i släktet Liriomyza och familjen minerarflugor. Inga underarter finns listade i Catalogue of Life.